# Liste der Monuments historiques in Laprugne
Die Liste der Monuments historiques in Laprugne führt die Monuments historiques in der französischen Gemeinde Laprugne auf.

## Liste der Objekte
| Bezeichnung | Beschreibung                        | Standort                       | Kennzeichnung | Schutzstatus | Datum | Bild |
| ----------- | ----------------------------------- | ------------------------------ | ------------- | ------------ | ----- | ---- |
| Glocke      | Bronze, gegossen im 16. Jahrhundert | in der Kirche St-Jean-Baptiste | PM03000223    | Classé       | 1902  |      |
| Glocke      | Bronze, gegossen im 13. Jahrhundert | in der Kirche St-Jean-Baptiste | PM03000221    | Classé       | 1902  |      |
| Glocke      | Bronze, 1485 gegossen               | in der Kirche St-Jean-Baptiste | PM03000222    | Classé       | 1902  |      |